# Matt Elliott (Fußballspieler)
Matthew Stephen „Matt“ Elliott (* 1. November 1968 in Wandsworth) ist ein in England geborener, ehemaliger schottischer Fußballspieler. Als Innenverteidiger war er vor allem bekannt für seine Zeit zwischen 1997 und 2005 für Leicester City. Dort spielte er nicht nur sechseinhalb Jahre in der Premier League, sondern sorgte als Kapitän im Jahr 2000 auch mit zwei Toren dafür, dass der Verein das Finale gegen die Tranmere Rovers im englischen Ligapokal 1999/2000 mit 2:1 gewann.

## Sportlicher Werdegang
Elliotts Fußballerlaufbahn begann zunächst in der Isthmian League beim FC Epsom & Ewell (85 Pflichtspiele/11 -tore, 73/10 in der Liga), bevor er sich im September 1988 in seiner Londoner Heimat dem Erstligisten Charlton Athletic anschloss. Dort konnte er sich nicht nachhaltig empfehlen, kam lediglich zu einem Einsatz im Ligapokal, und zog bereits im März 1989 für die kleine Ablösesumme von 10.000 Pfund weiter zum Viertligisten Torquay United. Dort etablierte sich Elliott in den kommenden drei Jahren und neben dem Erreichen des 1989er Endspiels in der Football League Trophy 1988/89 (dort 1:4 gegen die Bolton Wanderers) stieg er mit dem Klub in der Saison 1990/91 in die dritte Liga auf. Noch vor Ablauf der folgenden Spielzeit 1991/92, die Torquay wieder in die Viertklassigkeit abstiegen ließ, hatte Elliott den Klub im März 1992 in Richtung Scunthorpe United verlassen. Scunthorpe United befand sich als Viertligist im Aufstiegskampf und erreichte letztlich das Playoff-Endspiel gegen den FC Blackpool. Die Partie musste im Elfmeterschießen entschieden werden. In diesem traf Elliott zwar als einer von fünf Schützen, jedoch verfehlten zwei Mannschaftskameraden ihre Elfmeter, so dass Blackpool gewann. Nach einem weiteren Jahr im Viertliga-Tabellenmittelfeld kehrte Elliott dem Klub im November 1993 zugunsten des Zweitligisten Oxford United den Rücken.
In Oxford entwickelte sich Elliott auf Anhieb zu einem Führungsspieler im Team. Nach dem Abstieg im Jahr 1994 übernahm er in der Saison 1994/95 das Kapitänsamt von dem verletzungsbedingt ausgefallenen Mike Ford. Mit seiner Kopfballstärke sorgte er nicht nur in der Defensive für Stabilität, sondern sorgte auch bei Standardsituationen für Torgefahr im gegnerischen Strafraum. Mit acht Toren in 45 Ligaspielen trug Elliott maßgeblich dazu bei, dass Oxford als Drittliga-Vizemeister in die zweite Liga zurückkehrte. Damit hatte sich seine Reputation derart entwickelt, dass er im Januar 1997 für eine Ablösesumme von 1,6 Millionen Pfund beim Aufsteiger Leicester City in der Premier League unter Trainer Martin O’Neill anheuerte – Interesse hatte auch der Ligakonkurrent FC Southampton unter dem damaligen Trainer Graeme Souness angemeldet.
Leicester City hatte bei diesem Transfer den vereinsinternen Ablösesummenrekord gebrochen und die Investition sollte sich auszahlen. Elliott bestritt in der Folgezeit fast 300 Pflichtspiele für die „Foxes“ und agierte im Abwehrzentrum mit Spielern wie Spencer Prior, Steve Walsh und Gerry Taggart. In den verbleibenden Partien der Saison 1996/97 unterstützte er seine neue Mannschaft auf dem Weg zum neunten Platz in der Premier League. Dazu gewann Leicester den Ligapokal 1996/97, jedoch ohne Elliotts Mitwirken, da dieser aufgrund seiner vorherigen Teilnahme mit Oxford für den Wettbewerb gesperrt war. In den anschließenden drei Jahren erreichte Elliott mit Leicester drei weitere Male einen Abschlusstabellenplatz unter den „Top 10“, dazu zwei zusätzliche Endspiele im Ligapokal sowie zwei „Ausflüge“ in den UEFA-Pokal. Größter Erfolg waren dabei Elliotts beiden Tore als Kapitän in Wembley im Ligapokalendspiel zum 2:1-Sieg gegen die Tranmere Rovers. Insgesamt verpasste er zwischen Januar 1997 und April 2001 nur vier Premier-League-Spiele und entwickelte sich zum schottischen Nationalspieler. Aufgrund der schottischen Abstammung seiner Großmutter mütterlicherseits „qualifizierte“ sich Elliott für die „Bravehearts“ und nach den ersten drei Länderspielen zwischen November 1997 und April 1998 gehörte er zum schottischen Kader anlässlich der WM-Endrunde 1998 in Frankreich. Dort wurde er jedoch in keinem der drei Gruppenspiele eingesetzt. Insgesamt absolvierte er bis Oktober 2001 18 Länderspiele und schoss einen Treffer in einer Partie in San Marino (2:0) im Oktober 2000. Nach der Jahrtausendwende mehrten sich die Turbulenzen in Leicester mit dem Abstieg in der Saison 2001/02, dem Umzug in ein neues Stadion im selben Jahr, sowie dem Insolvenzverfahren in der Spielzeit 2002/03. Elliott war als Kapitän eine der Konstanten in der Mannschaft, die es dem Verein ermöglichten, auf direktem Weg wieder in die Premier League mit dem Wiederaufstieg 2003 zurückzukehren. Ab März 2004 half er zwei Monate auf Leihbasis bei Ipswich Town aus, bevor Elliott aufgrund von Knieproblemen im Januar 2005 seine aktive Karriere beendete.
Nach dem Abschluss seiner aktiven Profifußballerlaufbahn engagierte sich Elliott als Trainer oder Assistent bei Hednesford Town, Oadby Town, den Stafford Rangers und Army United, einem mit Leicester City kooperierenden Verein aus Thailand.

## Titel/Auszeichnungen
- Englischer Ligapokal (1): 2000
- PFA Team of the Year (1): Saison 1992/93 (4. Liga)